# Gârnic (gmina)
Gmina Gârnic – gmina w okręgu Caraș-Severin w zachodniej Rumunii. Zamieszkuje ją 1268 osób. W skład gminy wchodzą dwie miejscowości Gârnic i Padina Matei. 